# NGC 7727
NGC 7727 (другие обозначения — PGC 72060, MCG −2-60-8, IRAS23367+2651, VV 67, ARP 222) — пекулярная галактика в созвездии Водолей, обнаруженная 27 ноября 1785 года немецко-британским астрономом Вильгельмом Гершелем. В нём имеется два галактических ядра, каждое из которых содержит сверхмассивную чёрную дыру, разделённые 1600 световыми годами друг от друга. Вместе с NGC 7724 она образует гравитационно связанную пару галактик и является самой яркой галактикой в группе NGC 7727 (LGG 480).
Этот объект входит в число перечисленных в оригинальной редакции «Нового общего каталога».

## Характеристика
По оценкам, галактика находится на расстоянии 73—87 миллионов световых лет от Млечного Пути при диаметре около 115 000 световых лет. Она имеет своеобразный вид с несколькими шлейфами и звёздными потоками и относится к классу галактик с аморфными спиральными рукавами, что объясняет его включение в Атлас пекулярных галактик Хэлтона К. Арпа с номером 222. По всей вероятности, эта система является продуктом слияния двух предыдущих спиральных галактик, произошедшего 1 миллиард лет назад, при этом вышеупомянутые звездные шлейфы и потоки являются остатками дисков двух галактик, которые столкнулись, образовав этот объект. В центре NGC 7727 можно увидеть два звездоподобных объекта, по крайней мере один из которых, вероятно, является бывшим ядром одной из этих двух спиральных галактик. В дополнение к этому, в этой системе можно найти 23 объекта-кандидата в молодые шаровые скопления, образовавшиеся в результате столкновения.

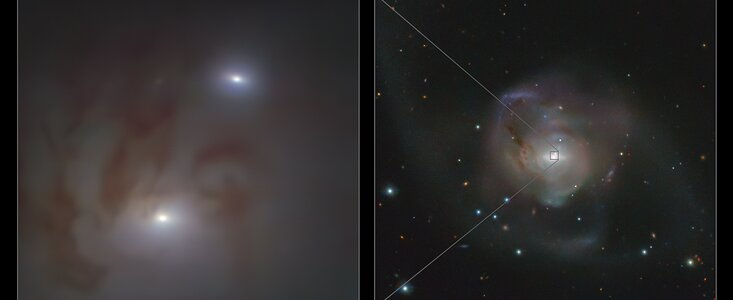
Две сверхмассивные чёрные дыры в центре галактики NGC 7727

NGC 7727 очень похож на NGC 7252, ещё одну галактику, образовавшуюся в результате столкновения и слияния двух бывших спиральных галактик в одном и том же созвездии. Однако в нём гораздо меньше газа (нейтрального водорода и молекулярного водорода), чем в последнем.
В ноябре 2021 года учёные объявили об открытии пары сверхмассивных чёрных дыр в NGC 7727, обнаруженных с помощью Очень Большого телескопа в Европейской Южной обсерватории. Чёрные дыры имеют массу 154 и 6,3 миллиона солнечных масс и находятся на расстоянии 1600 световых лет друг от друга. Эта пара является одной из самых близких подтверждённых сверхмассивных чёрных дыр к Земле. Хотя пара находится достаточно близко, чтобы гравитационно влиять друг на друга, меньшая чёрная дыра не привязана к орбите вокруг большей чёрной дыры из-за окружающей массы области ядра NGC 7727. Чёрные дыры в конечном итоге сольются в течение следующих 250 миллионов лет, производя при этом мощные низкочастотные гравитационные волны.

## Дальнейшая эволюция
Наиболее вероятная судьба NGC 7727 — в будущем стать эллиптической галактикой с очень небольшим количеством межзвёздной пыли и малым темпом звёздообразования.

## Группа галактик NGC 7727 (LGG 480)
| Галактика | Альтернативное имя | Расстояние (млн. св. лет) |
| --------- | ------------------ | ------------------------- |
| NGC 7723  | PGC 72009          | 87                        |
| NGC 7724  | PGC 72015          | 90                        |
| NGC 7727  | PGC 72060          | 87                        |
| PGC 72097 | MCG-02-60-010      | 90                        |